# Marienburg (Hildesheim)

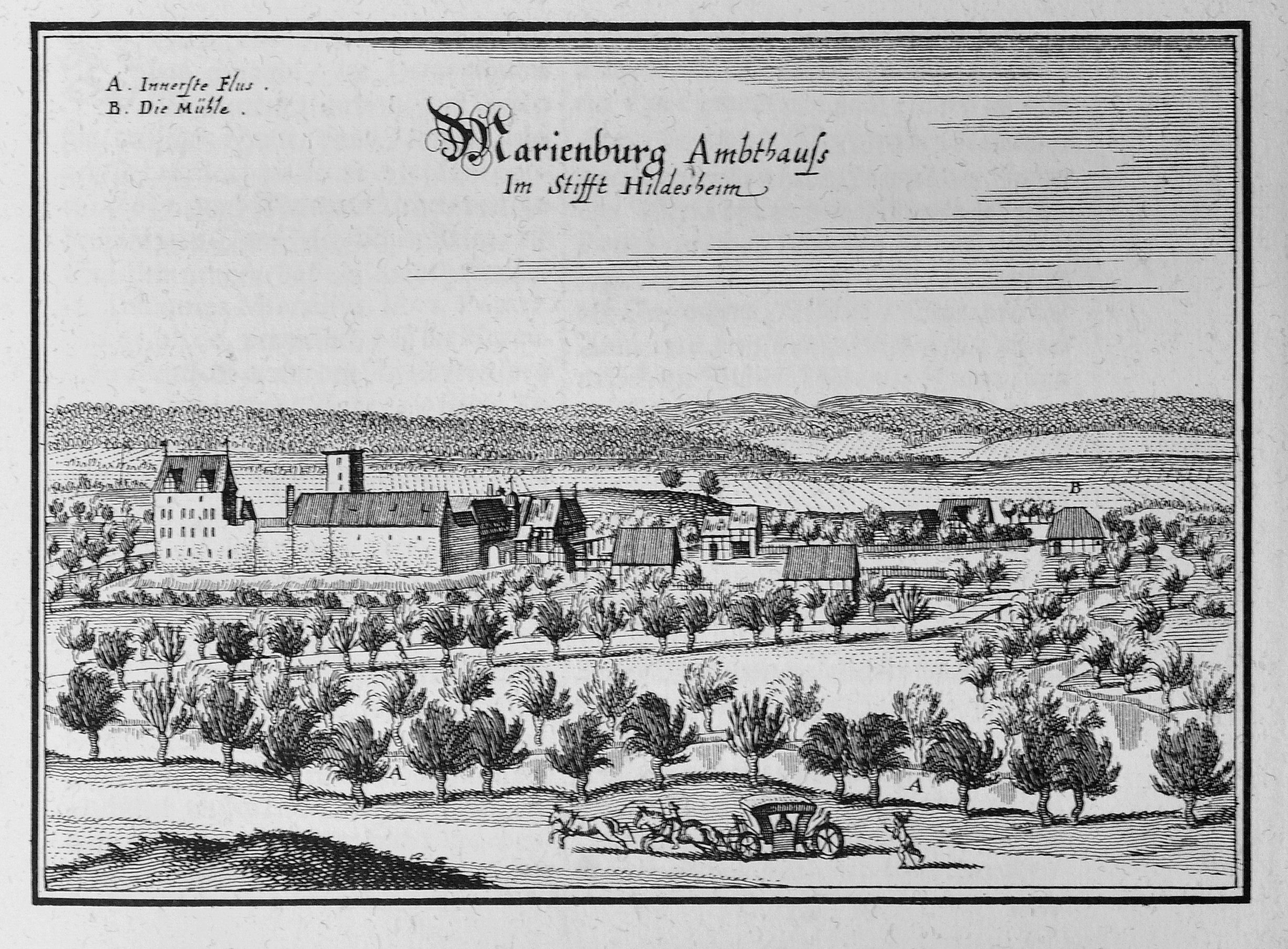
Merian-Stich der Marienburg um 1654

Die Hildesheimer Marienburg ist eine spätmittelalterliche Wasserburg im nach ihr benannten Ort Marienburg, der zur Stadt Hildesheim im niedersächsischen Landkreis Hildesheim gehört. Die Burg liegt unweit der Innerste, in deren Sumpfgebiet sie ursprünglich erbaut wurde, und südlich des Hildesheimer Stadtteils Itzum nahe der Landesstraße L 491.

## Geschichte
Die Marienburg wurde 1346 bis 1349 vom Hildesheimer Bischof Heinrich III. von Braunschweig-Lüneburg (1331–1363) als Trutzburg gegen die aufbegehrenden Bürger seiner Bischofsstadt erbaut. Da dies auf Boden des Klosters Marienrode geschah, musste das Kloster für den Verlust entschädigt werden. Die Burg war häufig verpfändet und von 1382 bis 1803 Sitz des gleichnamigen Amtes. Von 1442 bis 1810 war die Marienburg im Besitz des Domkapitels.
Im Dreißigjährigen Krieg wurde die Burg 1632 erobert, dabei wurden die oberen Stockwerke von Ost- und Südflügel zerstört. Sie wurden 1663 im Fachwerkstil erneuert. Nach dem Dreißigjährigen Krieg verlor die Burg an strategischer Bedeutung und wurde nur noch für Wohnzwecke benutzt. 1806 wurde sie in eine Staatsdomäne umgewandelt. Bis heute wird sie Domäne Marienburg genannt.
Bis 1946 war die Marienburg Namensgeberin des gleichnamigen Landkreises Marienburg, der dann mit dem Altkreis Hildesheim zum Landkreis Hildesheim-Marienburg fusionierte.
Auf dem Gelände der Domäne war von 1945 bis 1981 ein großer Gemüseanbaubetrieb ansässig, der vor allem Konserven produzierte. Zudem wurde von 1949 bis 1991 im Gewölbekeller der Burg in einer Eisfabrik das im Landkreis noch heute bekannte MUKU-Eis produziert – ein Grund, weshalb auf dem Gelände oft reger Betrieb herrschte, um im Werksverkauf frisch produziertes Eis erstehen zu können.
Am 1. März 1974 wurde Marienburg in die Stadt Hildesheim eingegliedert.
Seit 1993 wird die Marienburg von der Universität Hildesheim als Lehr- und Forschungszentrum Kulturcampus Domäne Marienburg genutzt und beheimatet seit 2014 alle Institute im Fachbereich Kulturwissenschaften und ästhetische Kommunikation.
Am 16. September 2005 kaufte die Stadt Hildesheim die Domäne Marienburg für 12,1 Millionen Euro.
2017 überflutete beim Hochwasser im Harz und Harzvorland die Innerste das Burggelände, was Schäden in Millionenhöhe verursachte. Der Fluss erreichte Pegelstände, die seit 1946 nicht mehr zu verzeichnen waren. Trotz der Unbenutzbarkeit zahlreicher Räumlichkeiten lief der Universitätsbetrieb provisorisch weiter. Zur Behebung der Schäden und der Verbesserung des Hochwasserschutzes stellte das Land Niedersachsen fast 6 Millionen Euro zur Verfügung.

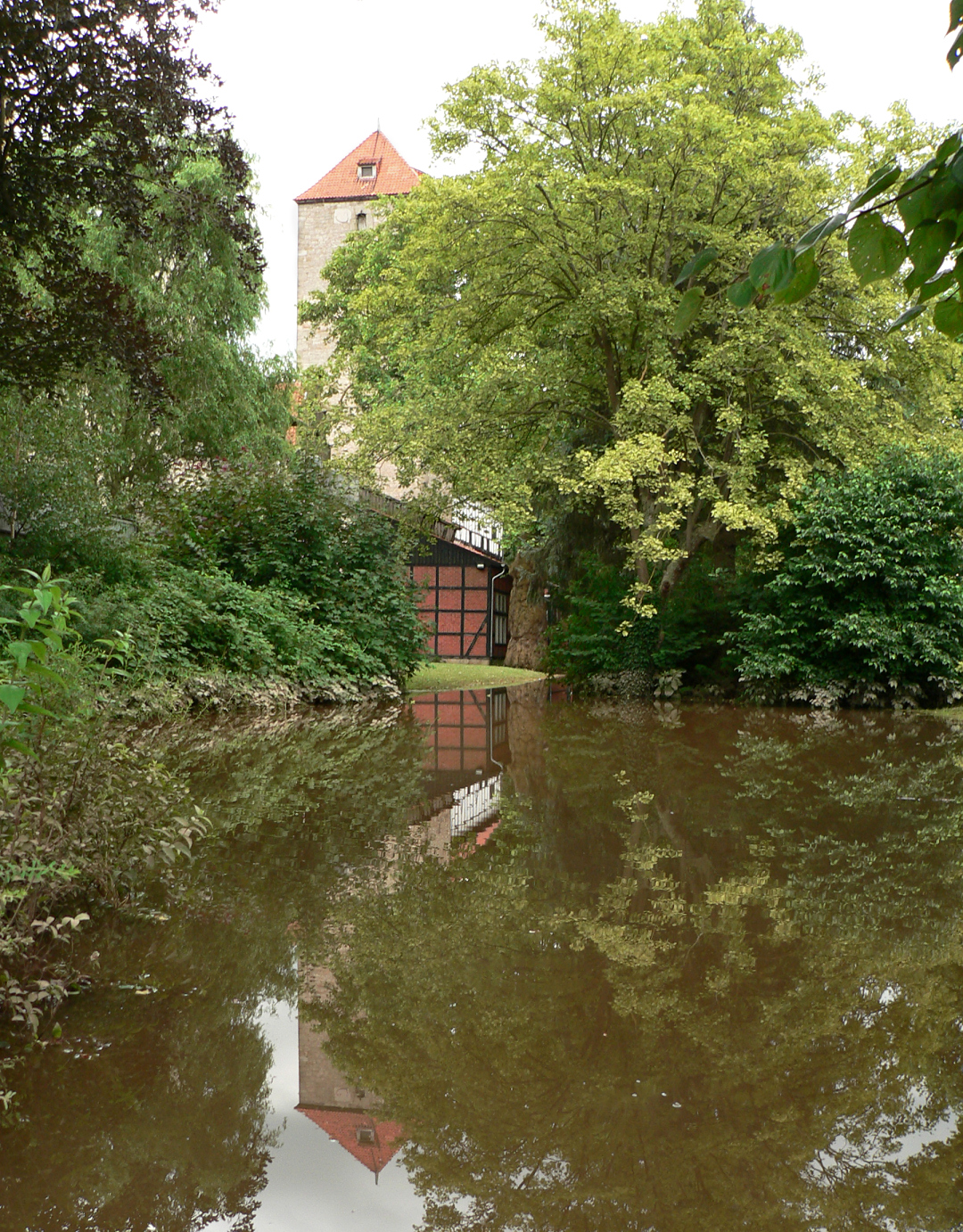
Hochwasser von 2017 im Bereich des früheren Burggrabens
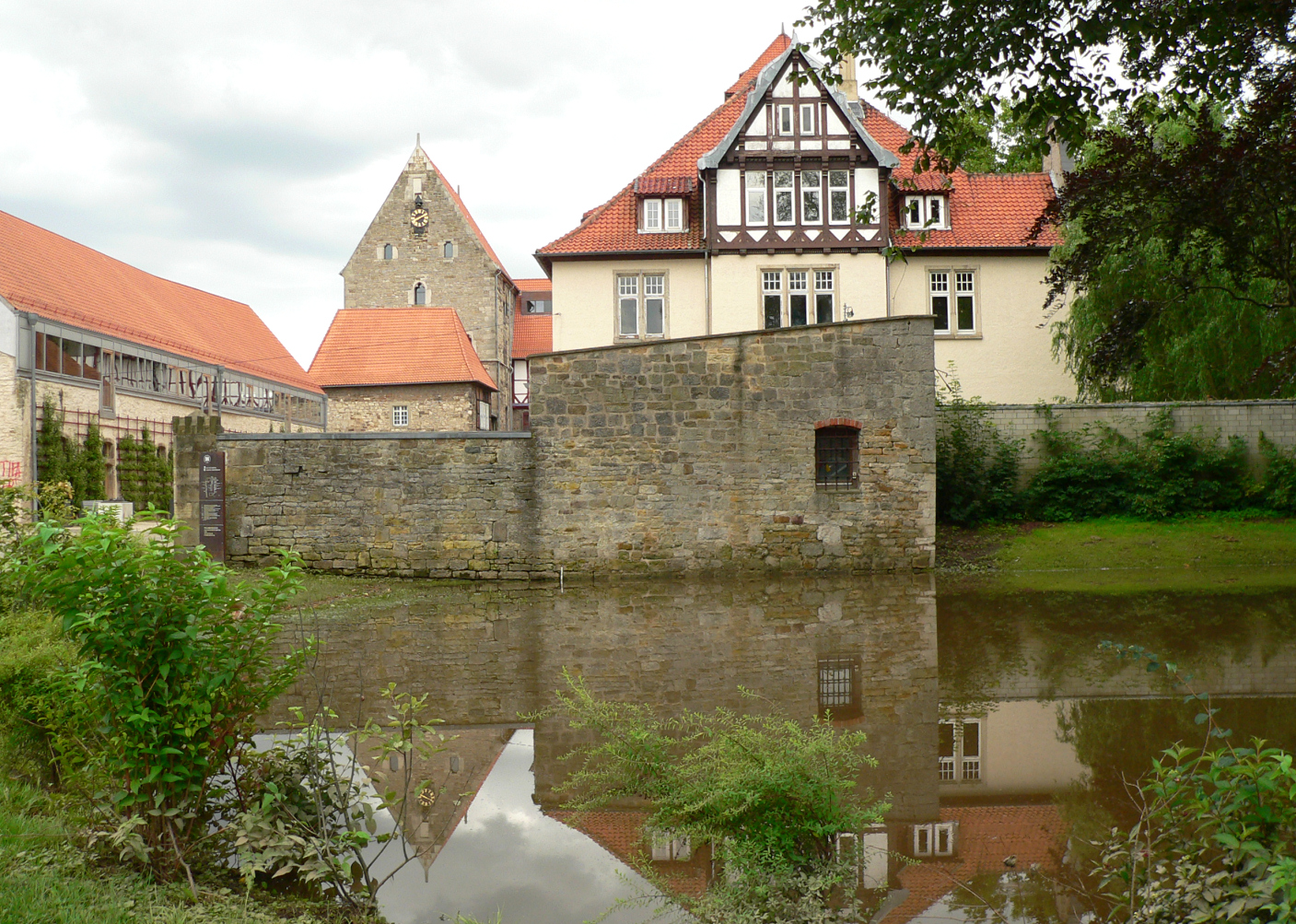
Hochwasser im Bereich Burggraben und Umfassungsmauer

## Politik

### Wappen
| Wappen von Marienburg | Blasonierung: „In Schwarz die silberne Silhouette der Marienburg über einem silbernen Wellenbalken.“ |
| Wappen von Marienburg | Wappenbegründung: Als Bischof Heinrich III. (1331–1362) in Hildesheim festen Fuß gefasst hatte, ging er daran, südlich von Hildesheim sich ein zweites festes Haus zu bauen, um auf beiden Seiten der Hauptstadt am Ufer der Innerste eine sichere Zufluchtsstätte und starke Zwingburg zu besitzen. Er erwählte dazu das Dorf Tossum zwischen Söhre und Itzum. Um das Eigentumsrecht, welches das Kloster Marienrode an diesem Dorfe erworben hatte, kümmerte er sich nicht. Auch die Stadt Hildesheim zog er zu Beihilfen zu diesem Bau heran. So entstand eine Stunde südlich von Hildesheim, umflossen von der Innerste und den Festungsgräben, die starke Feste, die ihren Namen Marienburg von der Patronin des Bistums empfing. Im Dreißigjährigen Krieg ist die Burg von den streitenden Parteien mehrfach belagert und erobert worden, zu einer Zerstörung kam es aber nicht. Aus der Eroberungszeit stammen der stattliche hohe Burgfried und das sogenannte „Hohe Haus“, ein fünfgeschossiger Bau mit einem Festsaal im 4. Stock. Das Wappen der Gemeinde zeigt ein Bild der Burg und der Wellenbalken im Schildfuß symbolisiert die geografische Lage des Ortes an der Innerste. |

## Anlage

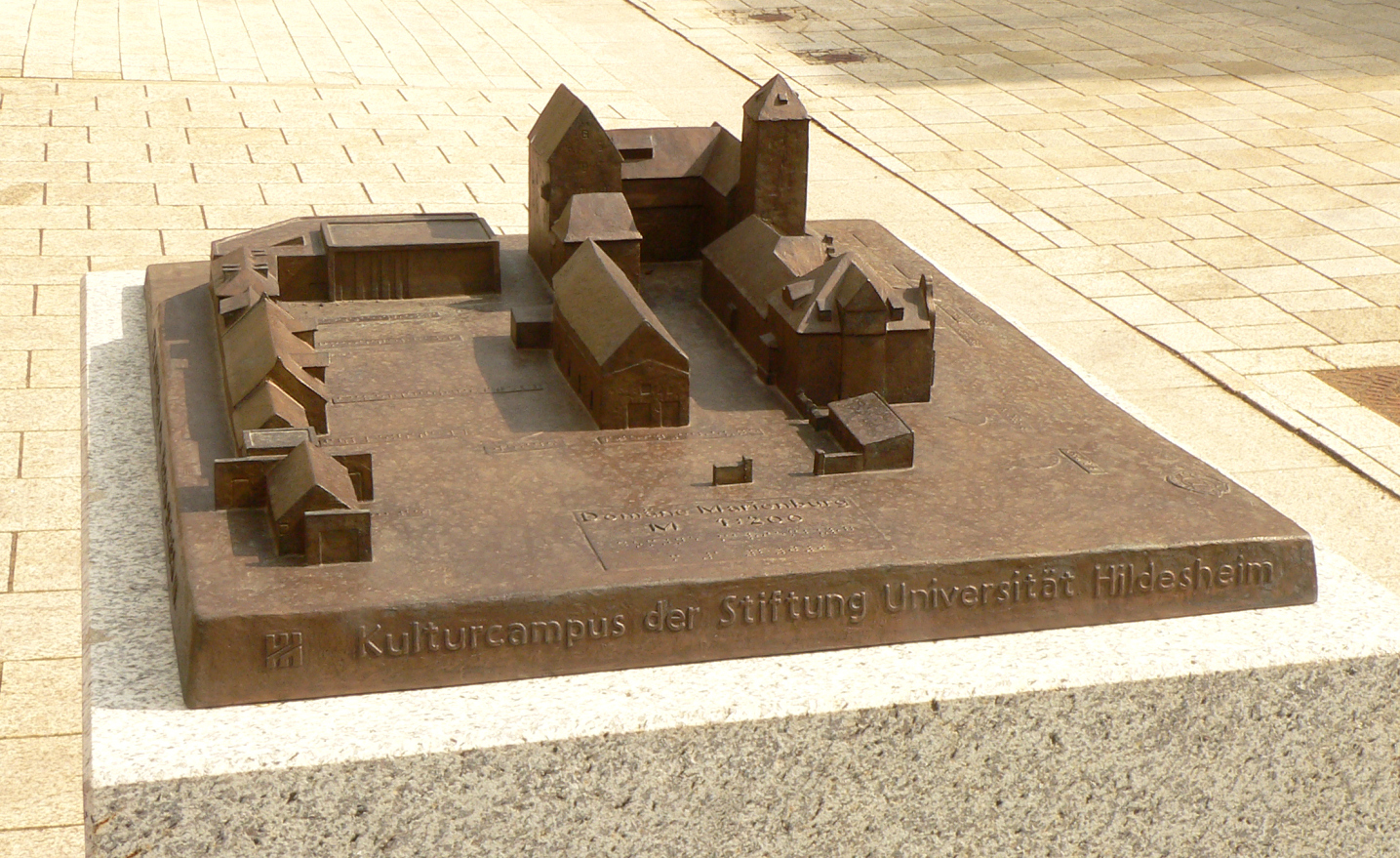
Tastmodell des Domänengeländes mit Burg

Burg Marienburg besteht aus drei Flügeln. Zum Nordflügel gehört der auch Hohes Haus genannte, viergeschossige Palas, zum Südflügel der Bergfried und die ehemalige Brauerei. Dazwischen erhebt sich der Ostflügel. Der Zugang zur Burg erfolgte stets von Westen her. Bei Bauarbeiten fand man gegen Ende der 1960er Jahre die Reste eines Torturmes und einer Holzbrücke.
Die ältesten Gebäude der Burg sind der Palas sowie der 31 m hohe Bergfried mit seiner Grundfläche von 8,55 × 8,75 m. Der Palas diente seit dem 16. Jahrhundert nicht mehr für Wohnzwecke, sondern nur noch als Kornspeicher.
Wie bei vielen anderen Burgen, die zeitgleich mit der Marienburg gebaut wurden, baute man auch hier die einzelnen Gebäude unmittelbar an die Umfassungsmauer der Burg, so dass von jedem Gebäude eine Mauer mit der Umfassungsmauer verschmolz. Das sparte Bauzeit und Baumaterial. Die äußere Mauer des Südflügels ist daher 2 m dick, die Mauer zum Burghof hin jedoch nur 1 m. Die Mauern des Palas sind bis zu 2,35 m dick. Die Umfassungsmauer der Burg war im Osten und Westen 10 m hoch und 2 m breit, auf ihr verlief ein Wehrgang.
Umgeben wurde die gesamte Burg von zwei Wassergräben mit einem Wall dazwischen. Nach 1945 wurden die Gräben zugeschüttet, sie sind jedoch im Osten und Süden der Burg noch als flache Mulden zu erkennen.
Die Burg, insbesondere der Bergfried und das Hohe Haus, sind relativ gut erhalten. Das Kutscherhaus und die Steinscheune, im Volksmund auch Ochsenstall genannt, wurden saniert. 2008 begannen Maßnahmen für bauliche Änderungen der Gesamtanlage, die bis 2012 abgeschlossen wurden. Teile der ehemalige Produktions- und Lagergebäude wurden abgerissen und ein Neubau für das Theaterinstitut entstand neben dem Hohen Haus. Für das Musikinstitut wurde ein Stallgebäude umgebaut und Übungskabinen integriert.

## Baugeschichte
Das Hohe Haus im Norden, das südlich anschließende Gebäude und der Bergfried stammen aus der Entstehungszeit der Burg. In spätgotischer Zeit wurde nach 1450 der östliche Querflügel hinzugefügt und ergänzte die Burg zu einer Dreiflügelanlage. Dabei wurde ein Brunnen aufgegeben. Zu Beginn des 16. Jahrhunderts erfolgte westlich des Palas der Anbau einer heute verschwundenen Kapelle. Am Anfang des 17. Jahrhunderts wurden die Wassergräben nach Westen verlängert, so dass sie die Vorburg mit einbezogen. Diese wurde vergrößert, zudem erhielt die Kernburg eine neue Kirche. Nach den Zerstörungen im Dreißigjährigen Krieg wurden die oberen Stockwerke von Ost- und Südflügel 1663 in Fachwerkbauweise erneuert. Das Burgtor wurde vor 1829 abgebrochen. Auf der Vorburg wurden im 16. Jahrhundert neue Amts- und Wohngebäude gebaut, die später durch Neubauten ersetzt wurden. Im 19. Jahrhundert wurde die Vorburg nach Norden zu einem Ökonomiehof erweitert.

## Tourismus
Die Domäne Marienburg ist als Sehenswürdigkeit im südlichen Hildesheimer Umland bekannt. Sie kann regelmäßig auf Führungen teilweise auch von innen besichtigt werden. Auf dem Gelände kann im Schulmuseum ein Einblick in einen nachgebauten, alten Klassenraum genommen werden. Auch Sonderausstellungen finden dort statt. Auf dem Gelände befindet sich ein in einem Neubau untergebrachtes Hofcafé.

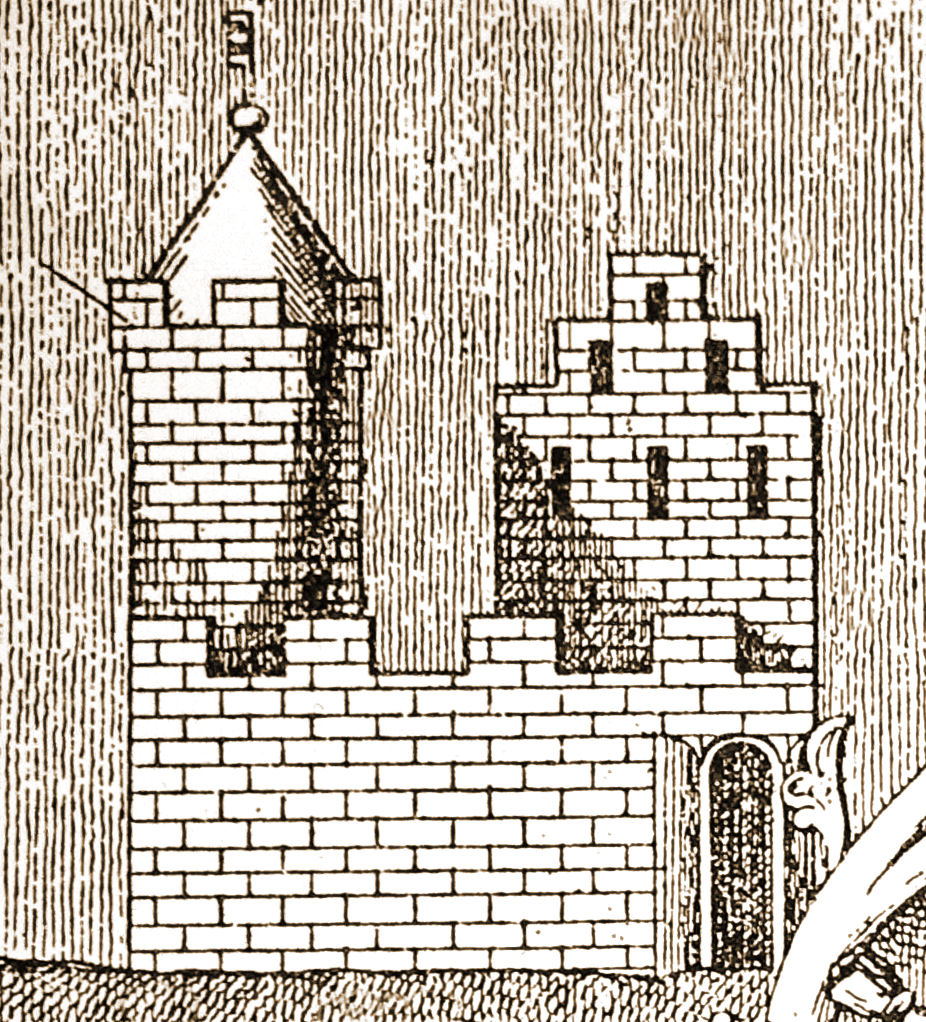
Marienburg 1363; stilisierte Darstellung auf der Grabplatte Bischof Heinrichs III.
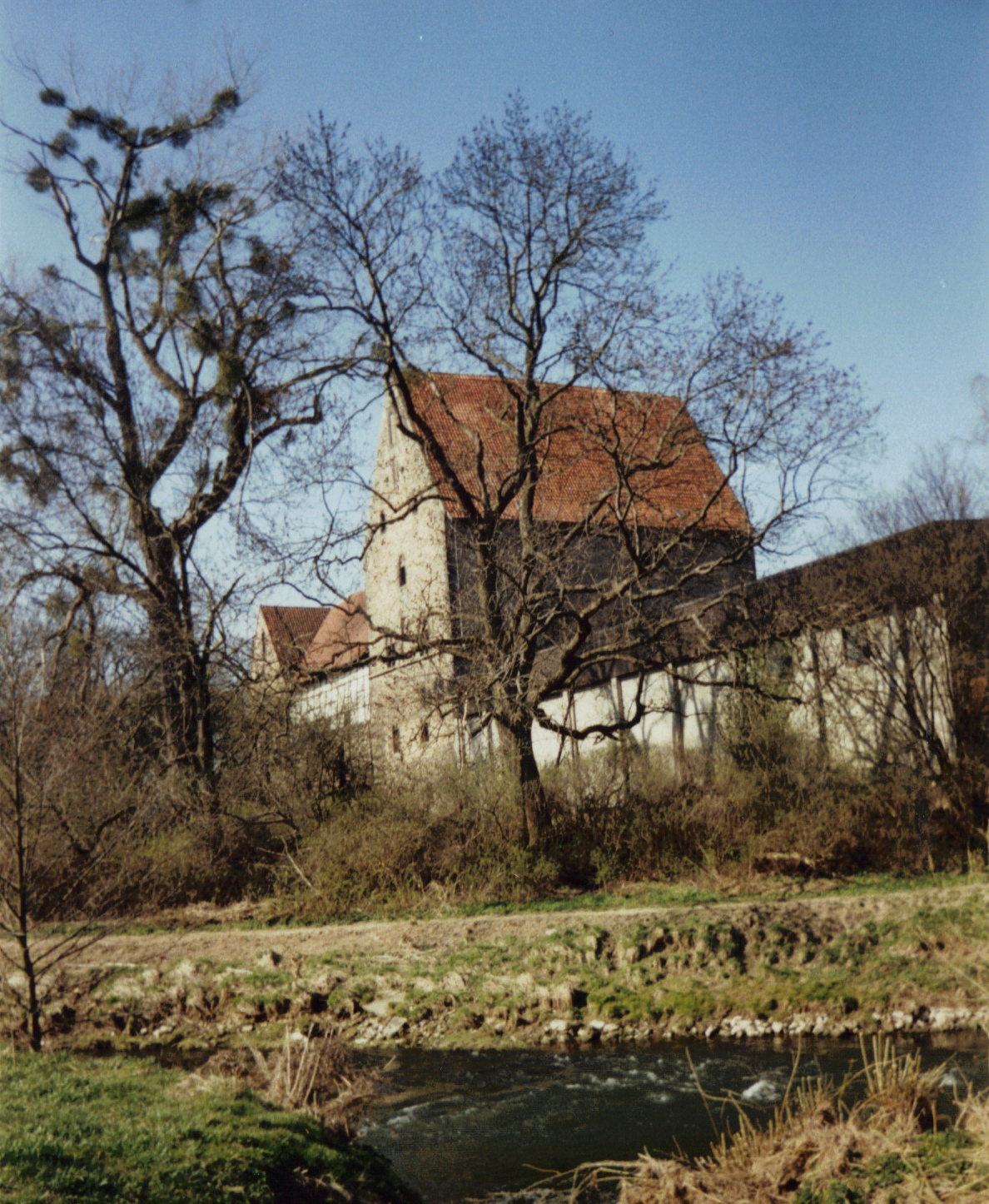
Marienburg von Osten, im Vordergrund die Innerste
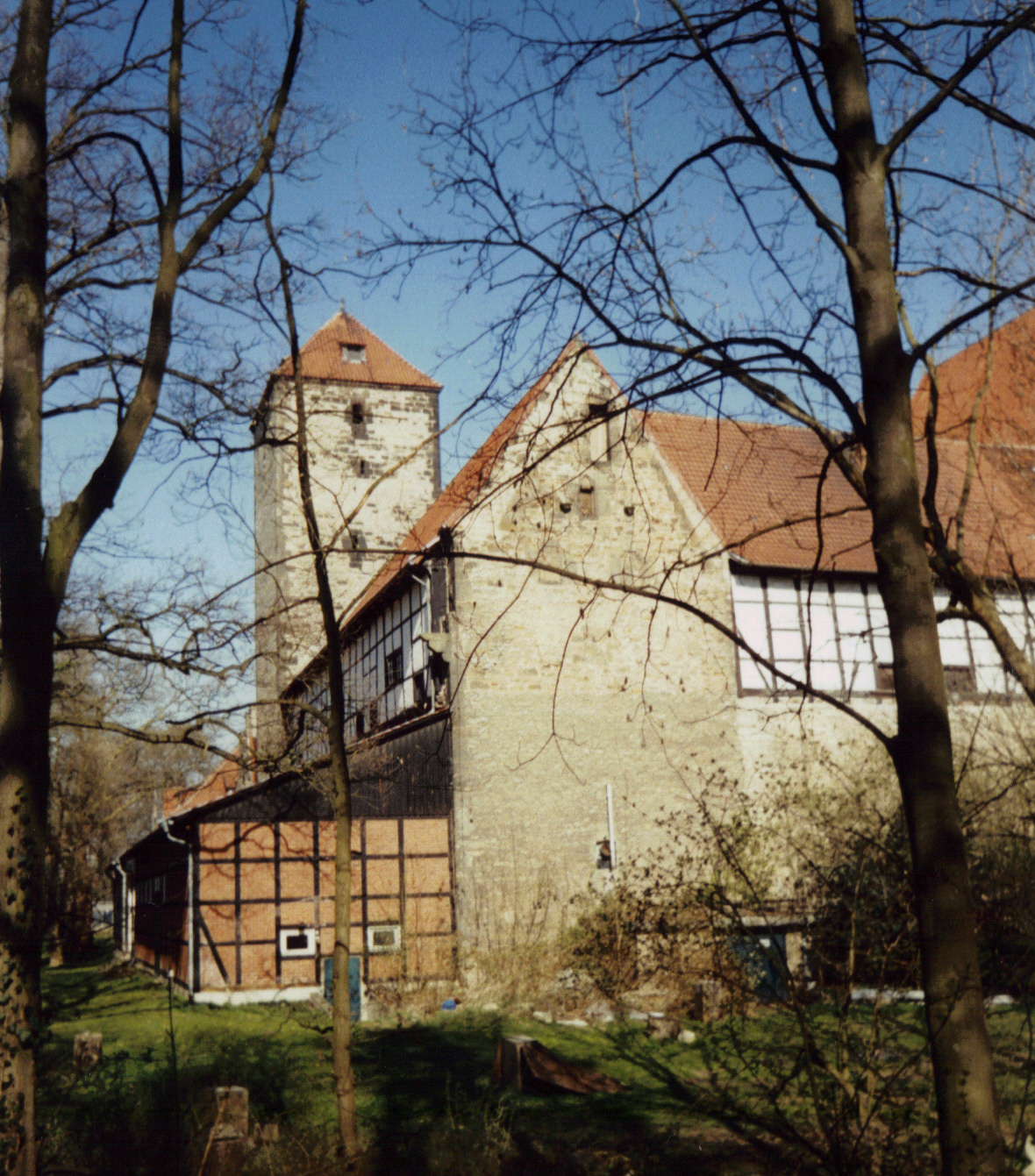
Ansicht von Südwesten
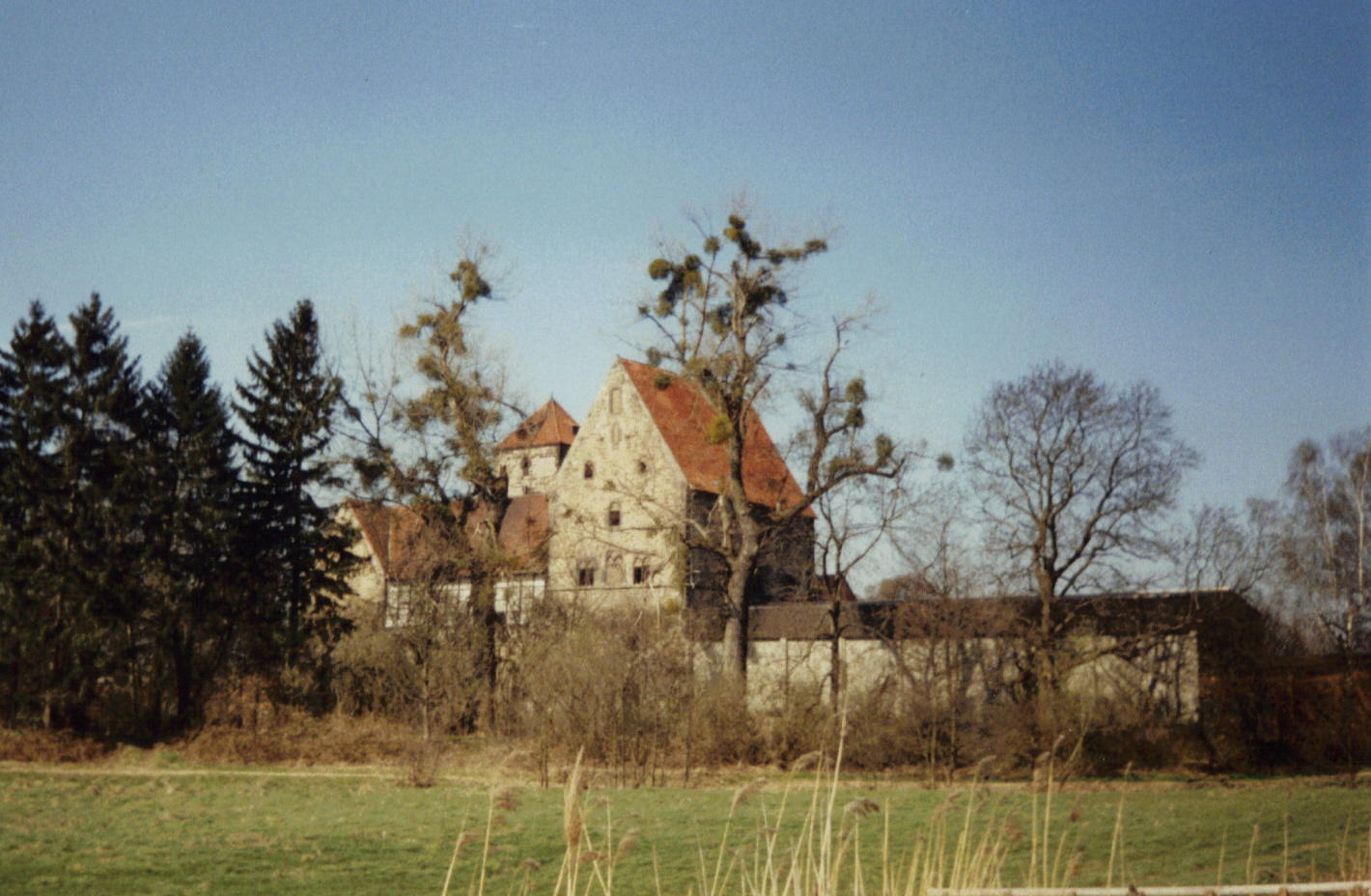
Ansicht von Südosten